# NGC 1197
NGC 1197 est une entrée du New General Catalogue qui concerne un corps céleste perdu ou inexistant. 
Cet objet a été enregistré par l'astronome américain Lewis Swift  le 12 septembre 1885 dans la constellation de Persée.